# Kostel svatých Jana a Pavla (Krteň)
Kostel svatých Jana a Pavla je původem románský kostelík na území zaniklé obce Krteň v katastru Třebonic na západní hranici Prahy. Je chráněn jako kulturní památka.

## Historie
Pozdně románský kostel sv. Jana a Pavla byl postaven ve druhé čtvrtině 13. století s pravoúhlým kněžištěm a zvonicí nad vchodem. V roce 1352 se chrám stal farním. V roce 1575 byla přistavěna boční loď, v roce 1699 sakristie, v letech 1732-1734 věž a v roce 1752 předsíň. V roce 1890 byl kostel podle návrhu A. Živného přestavěn v novorománském slohu. Klenba byla nahrazena kazetovým stropem, byla přistavěna severní loď a přestavěna věž. V oltářní části se dochovalo románské okno, na východní stěně románské fresky z konce 13. století: Křest Páně, Obětování Páně, Josefův sen a Dvanáctiletý Ježíš v chrámě. V roce 1952 byly fresky restaurovány.

## Umístění
Chrám stojí na ostrohu nad Dalejským potokem na místě dnes již neexistující obce Krteň, která byla v držení českých králů. Za husitských válek přešla obec do majetku pražské kapituly. Dnes je kolem kostela hřbitov.

## Galerie

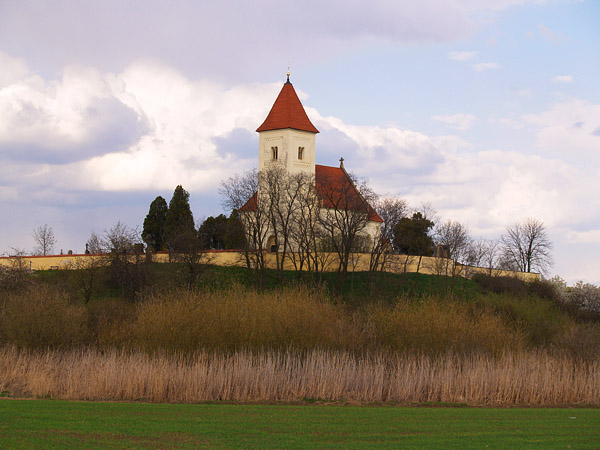
Ppohled od jihozápadu
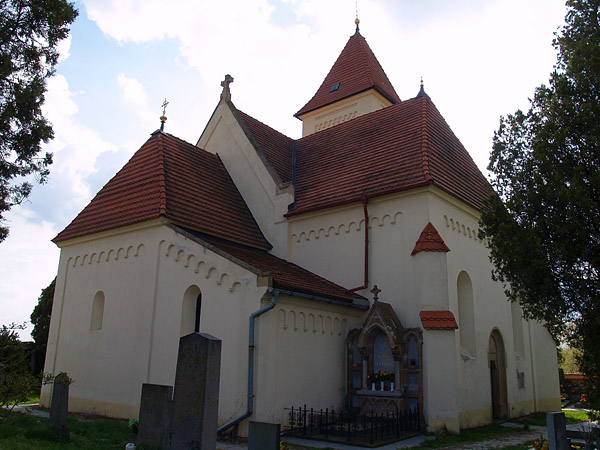
Sakristie, boční loď a oltářní část
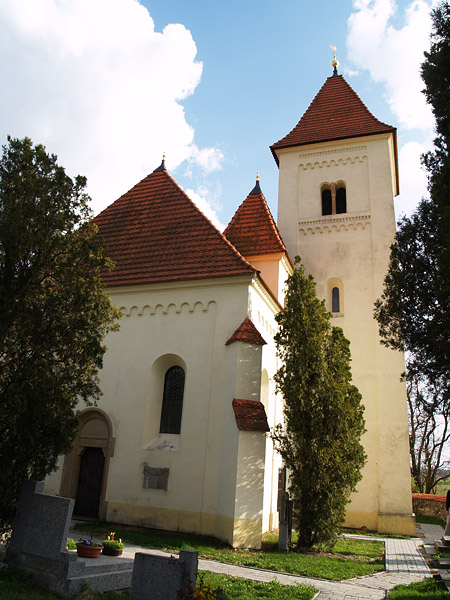
Zvonice s boční lodí